# Emissionshandelssystem der Schweiz
Das Emissionshandelssystem der Schweiz (CH-EHS) ist ein nationales System für den Handel mit Emissionsberechtigungen und für die Verminderung von Treibhausgasemissionen in der Schweiz. An dem System müssen Anlagen mit besonders hohen Treibhausgasemissionen teilnehmen; dies sind vor allem Unternehmen mit einem Energieverbrauch ab 20 MW. Anlagen einiger Wirtschaftszweige mit mittelhohen Emissionen können freiwillig teilnehmen. Teilnehmer werden im Gegenzug von der CO2-Abgabe befreit. Das Emissionshandelssystem ist, neben der CO2-Abgabe und individuell vereinbarten Verminderungsverpflichtungen, eines der Instrumente der Schweizer Klimapolitik und soll dazu beitragen, nationale Klimaschutzziele zu erreichen und internationale Verpflichtungen aus dem Kyoto-Protokoll und dem Übereinkommen von Paris einzuhalten.
Emissionsrechte werden staatlicherseits kostenlos zugeteilt oder – zu einem geringen Teil – an die Teilnehmer versteigert. Die Zahl der Emissionsrechte ist dabei begrenzt (Cap). Jedes teilnehmende Unternehmen muss jährlich Zertifikate über Emissionsrechte entsprechend seiner Treibhausgasemissionen abgeben. Verfügt ein Unternehmen nicht über ausreichend Emissionsrechte, muss es diese von anderen Unternehmen zukaufen. Überschüssige Rechte kann es verkaufen. Sind Emissionsrechte knapp, so ist der Preis ein Anreiz, um Emissionen zu mindern. Der Handel mit den bepreisten Emissionsrechten soll bewirken, dass die Emissionen dort eingespart werden, wo dies zu den niedrigsten Kosten möglich ist. Die Mengengrenze soll dadurch kosteneffizient eingehalten werden.

## Rechtsgrundlagen

Das Schweizer Emissionshandelssystem ist eines der Klimaschutzinstrumente des CO_{2}-Gesetzes.

Rechtsgrundlage für den Schweizer Emissionshandel ist das CO2-Gesetz, weiter konkretisiert in der CO2-Verordnung. Der Handel startete im Jahr 2008 mit einer ersten Handelsperiode bis 2012 als Probephase. Für in Frage kommende Teilnehmer war der Emissionshandel eine freiwillige Alternative zur CO2-Abgabe, dem Hauptinstrument der Schweizer Klimapolitik.
Im Jahr 2013 wurden die Regularien überarbeitet und die Teilnahme für Betriebe mit mehr als 20 MW Energieverbrauch verpflichtend. In dieser zweiten Handelsperiode 2013–2020 sind rund 33 % der Schweizer CO2-Emissionen aus Brennstoffen erfasst bzw. etwa 10 % der Schweizer Treibhausgasemissionen insgesamt.
Zur Verknüpfung der Emissionshandelssysteme der Europäischen Union (EU) und der Schweiz ab 2020 wurden CO2-Gesetz und CO2-Verordnung 2019 einer Teilrevision unterzogen. Auch nicht-ortsfeste und fossil-thermische Anlagen sowie teilweise der Luftverkehr unterliegen ab 2020, noch vor Beginn der dritten Handelsperiode, dem Schweizer Emissionshandel.
Für die Zeit nach 2020, mit Beginn der dritten Handelsperiode, ist für das CO2-Gesetz eine Totalrevision geplant. Es soll an die mit dem Übereinkommen von Paris verbundenen Verpflichtungen angepasst werden, darunter der nationale Minderungsbeitrag, die Treibhausgasemissionen bis 2030 um mindestens 50 % gegenüber 1990 zu mindern.

## Zuteilung der Zertifikate
Unternehmen erhalten Emissionsrechte kostenlos zugeteilt, soweit dies für den „treibhausgaseffizienten“ Betrieb erforderlich ist. Das zuständige Bundesamt für Umwelt (BAFU) berechnet die Zuteilungsmenge anhand eines Sektor-Benchmarks aus den effizientesten Anlagen und mittels Anpassungsfaktoren. Seit 2020, mit Verknüpfung von Schweizer und EU-Emissionshandel, werden dem Benchmark die 10 % effizientesten Anlagen der EU zugrunde gelegt.
Wenn die Summe der Zuteilungen an die Anlagenbetreiber den Cap übersteigt, wird einheitlich mit einem Korrekturfaktor auf die Höhe des Caps gekürzt. Für neue Marktteilnehmer und wesentliche Kapazitätserweiterungen ist eine Reserve in Höhe von 5 % der Gesamtmenge vorgesehen. Den Rest der nicht kostenlos zugeteilten Emissionsrechte versteigert das BAFU. Unternehmen, bei denen man Produktionsverlagerungen ins Ausland befürchtet, erhalten 100 % des Benchmarks. Das war 2016 bei 28 der 37 Unternehmen komplett der Fall, bei weiteren drei für einige ihrer Produktionsanlagen. Unter bestimmten Bedingungen können sich während der zweiten Handelsperiode Unternehmen auch im Ausland nach dem Clean Development Mechanism (CDM) oder der Joint Implementation (JI) des Kyoto-Protokolls erbrachte Emissionsverminderungen anrechnen lassen. Dies führt zu einer Ausweitung des Caps. Für bestehende Anlagen gibt es hier eine Grenze von ca. 10 % pro Jahr.
Die Erlöse aus Versteigerungen fließen dem Bundeshaushalt zu.

## Monitoring und Handelsregister
Überwachende und prüfende Stelle der Berichterstattung durch die Unternehmen ist das BAFU. Es prüft anhand des Schweizer Emissionshandelsregisters (EHR), ob Unternehmen ihren Verpflichtungen nachgekommen sind.
Jeder Anlagenbetreiber, der am Emissionshandel teilnimmt, muss ein Konto im EHR eröffnen. Weitere natürliche und juristische Personen, die mit Emissionsrechten handeln wollen, können dies tun. In dem Register sind sämtliche Emissionsrechte, einschliesslich der Emissionsminderungszertifikate aus CDM und JI, auf den Konten der Marktteilnehmer verzeichnet und werden bei einer Transaktion zwischen diesen Konten transferiert.

## Verknüpfung mit dem EU-Emissionshandel
Das CH-EHS wurde im Hinblick auf Kompatibilität mit dem Emissionshandelssystem der Europäischen Union (EU-EHS) gestaltet. Im November 2017 vereinbarten die Schweiz und die EU nach jahrelangen Verhandlungen, ihre Emissionshandelssysteme zu verknüpfen (Linkage). Der systemübergreifende Handel wurde per 1. Januar 2020 möglich.
Teilnehmer eines Handelsystems können auf Antrag an der Versteigerung von Zertifikaten des jeweils anderen Systems teilnehmen. Bei einem systemübergreifenden Kauf oder Verkauf im Sekundärhandel werden seit dem 21. September 2020 die Zertifikate zwischen dem EU-Emissionshandelsregister und der Schweiz an bestimmten Tagen übertragen. Emissionsberechtigungen des einen Systems werden im jeweils anderen System anerkannt, wenn sie ein Emittent zur Erfüllung seiner Pflichten vorlegt. Die CO2-Emissionen des Luftverkehrs der Schweiz wird nach den Regeln für den Luftverkehr im EU-EHS in den Handel miteinbezogen, die übrigen klimaschädlichen Wirkungen des Luftverkehrs bleiben außen vor. Betroffen sind Flüge innerhalb der Schweiz und solche von der Schweiz in Länder des Europäischen Wirtschaftsraumes (EWR). Flüge aus dem EWR in die Schweiz werden bereits vom EU-EHS erfasst. Auch mit fossilen Brennstoffen betriebene Wärmekraftwerke fallen ab 2020 in der Schweiz unter den Emissionshandel.
Wenn der Cap des CH-EHS überschritten wird, indem Schweizer Anlagen- und Luftfahrtbetreiber mehr emittieren und in Summe mehr Zertifikate aus CH- und EU-EHS vorlegen als allein im Schweizer System vorgesehen, gelten die europäischen Zertifikate für die Erfüllung des Schweizer Reduktionsziels nach dem CO2-Gesetz. De facto steigt so der Schweizer Cap, während der der EU abnimmt.
Ein Gemeinsamer Ausschuss dient dem Informationsaustausch und der Konsultation. Er wird von Rechtsänderungen unterrichtet, die die Handelssysteme berühren. Der Gemeinsame Ausschuss hat das Recht, die Anhänge des Abkommens zwischen der Schweiz und der EU zu ändern und entscheidet damit über wesentliche Kriterien, die sowohl CH- als auch EU-EHS erfüllen müssen. Er kann den beiden Vertragsparteien Vorschläge über Änderungen der Artikel des Abkommens vorlegen. Für die Verknüpfung mit weiteren Emissionshandelssystemen, etwa einem nationalen Emissionshandelssystem in Deutschland, ist die Billigung der Partner erforderlich.
Die Schweiz erhofft sich von der Verknüpfung niedrigere Grenzkosten der Emissionsminderung und gleiche Wettbewerbsbedingungen in den betroffenen Sektoren. Das Bundesamt für Umwelt rechnet für Betreiber stationärer Anlagen mit um einen Faktor fünf geringeren Grenzvermeidungskosten. Nach einer volkswirtschaftlichen Gesamtbeurteilung würde die Wohlfahrt gegenüber einem Szenario ohne Verknüpfung um etwa 270 Mio. CHF steigen.

## Evaluierung

### Erste und zweite Handelsperiode
Im Jahr 2013, zu Beginn der zweiten Handelsperiode, lag der Cap bei 5,6 Mio. t CO2-eq, er wird jährlich um 1,74 Prozent vermindert, ab 2021 um 2,2 Prozent. Insgesamt 37 Unternehmen mit 55 Produktionsanlagen aus den Branchen Zement, Chemie und Pharma, Raffinerien, Papier, Fernwärme und Stahl unterfielen dem Handel. Der Preis eines Emissionsrechtes für den Ausstoss einer Tonne CO2 betrug anfangs 40 Franken, 2017 noch 7 Franken und hatte sich damit dem Niveau des europäischen Emissionshandelssystems angenähert. Im Jahr 2013 lagen die Kosten für ein Emissionsminderungszertifikat aus CDM und JI bei einem Franken, weit unter den Preisen der Emissionsrechte des CH-EHS. Unternehmen machten von diesem Angebot reichlich Gebrauch, was zu einer Ausweitung des Caps um etwa 4 % führte.
Aufgrund eines Überangebots an Emissionsrechten fand ein Emissionshandel in der ersten Handelsperiode praktisch nicht statt. Die überschüssigen, nicht gehandelten Emissionsrechte wurden von der Stiftung Klimarappen mit den Geldern einer freiwilligen Abgabe auf Benzin und Diesel aufgekauft und stillgelegt. Seit 2013 besteht diese Möglichkeit nicht mehr.
In einer Evaluation aus dem Jahr 2017 stellt die Eidgenössische Finanzkontrolle (EFK) fest, dass auch zwischen 2013 und 2016 kaum Handelstätigkeit zu verzeichnen war. Gemessen am Handelsvolumen war das CH EHS das kleinste der Welt. Einzelne Ereignisse, wie etwa der Produktionsausfall einer Anlage, können die Wirksamkeit eines derart kleinen Systems stark beeinträchtigen. Eine hohe Anzahl kostenlos zugeteilter Emissionsrechte und niedrige Preise bieten kaum Anreize zu Emissionsminderungen. Hinzu kamen überschüssige Emissionsrechte wegen des Ausfalls der Raffinerie Tamoil (das CH-EHS sieht keine Kürzungsmöglichkeit bei Ausfall von Teilnehmern vor) und die Anrechenbarkeit der Emissionsminderungszertifikate aus CDM und JI. Die bis Ende 2016 im Markt vorhandene Menge an Emissionsrechten reicht, um den Bedarf bis 2020 zu decken. Zudem hätte die Unsicherheit um eine diskutierte Verknüpfung mit dem EU-Emissionshandelssystem, um Härtefallregelungen und um die Übertragung ungenutzter Emissionsrechte in neue Verpflichtungsperioden zu Planungsunsicherheiten in den beteiligten Unternehmen geführt. Anreize zu Investitionen in emissionsärmere Technologien gab es kaum.
Unternehmen, die am CH-EHS teilnahmen und daher von der CO2-Abgabe befreit waren, partizipierten dennoch an der Rückverteilung der Einnahmen aus der Abgabe entsprechend ihrem Anteil an der Lohnsumme. Dies konnte bis zu 100 % der Kosten des Kaufs von Emissionsrechten ausmachen. Die EFK empfahl daher, abgabebefreite Unternehmen künftig von der Rückverteilung auszunehmen.
Die EFK resümierte, dass dringender Reformbedarf gegeben sei. Ohne Verknüpfung des CH-EHS mit dem Emissionshandelssystem der EU sah sie den Fortbestand des EHS als fragwürdig an.

### Dritte Handelsperiode
Die Zertifikatpreise werden sich in der dritten Handelsperiode ab 2021 an die des EU-Emissionshandels angleichen, das Bundesamt für Umwelt rechnet mit einer Preisspanne von 11–93 CHF bis 2030. Einer Gesamtbeurteilung des Bundesamtes für Umwelt zufolge sinken die Gesamtemissionen stationärer Anlagen in der Schweiz durch das Cap um 1,0 Mio. t, wobei durch den Zukauf von EU-Zertifikaten im Ausland vermiedene Emissionen eingerechnet sind. Sekundärnutzen entsteht durch Innovationsanreize und eine verminderte Abhängigkeit von Importen fossiler Brennstoffe. Indem die Kosten der CO2-Emissionen künftig vermehrt den Verursachern angelastet werden, verringern sich die von der Allgemeinheit getragenen Schäden.
Die mit der dritten Handelsperiode im Jahr 2020 beginnende Einbeziehung des Luftverkehrs wird, nach einer volkswirtschaftlichen Beurteilung des BAFU, nur geringfügigen Auswirkungen haben. Die Ticketpreise würden wahrscheinlich um weniger als 1,2 % steigen. Das Institut Infras rechnet in einer Szenarioanalyse mit einer Dämpfung des Nachfragewachstums bis 2030 um weniger als 1 %. Dementsprechend würde das Emissionswachstum auch kaum abgeschwächt, eine klimapolitisch gewünschte signifikante Lenkungswirkung bliebe aus.